# Koněprusy
Koněprusy är en ort i Tjeckien.   Den ligger i distriktet Beroun och regionen Mellersta Böhmen, i den centrala delen av landet, 30 km sydväst om huvudstaden Prag. Koněprusy ligger 368 meter över havet och antalet invånare är 218.
Terrängen runt Koněprusy är kuperad åt nordost, men åt sydväst är den platt. Terrängen runt Koněprusy sluttar norrut. Runt Koněprusy är det ganska tätbefolkat, med 100 invånare per kvadratkilometer. Närmaste större samhälle är Beroun, 4,8 km norr om Koněprusy. Trakten runt Koněprusy består till största delen av jordbruksmark.